# Aquilón (1754)
El Aquilón fue un navío de línea de la Real Armada Española, construido en los Reales Astilleros de Esteiro  de Ferrol. Su nombre de advocación era San Dámaso. Perteneció a la clase conocida como Los Doce Apóstoles, pero por sus características, se le considera también una modificación de la clase Eolo.De acuerdo con los estándares británicos, quedaba categorizado tras su captura como navío de tercera clase de 68 cañones.

## Construcción
Junto a sus 11 gemelos, fue ordenado el 15 de junio de 1752, y su quilla fue puesta sobre la grada en 1752, siendo botado el 10 de marzo de 1754. Pertenecía a la serie conocida popularmente como los 12 Apóstoles o del Apostolado, construidos todos simultáneamente en los Reales Astilleros de Esteiro de Ferrol por el constructor británico Rooth, en 1752 por el método inglés o de Jorge Juan.  Entró en servicio en 1754 con 68 cañones, al igual que todos los demás de la serie, aunque después algunos de sus gemelos llegaron a portar 74 cañones.

## Historial
A mediados de 1754, bajo el mando del capitán de navío Francisco Lastarría, realizó un viaje a Cádiz desde Ferrol con misiones de corso hasta diciembre de ese año. 
En abril de 1755 se encontraba desarmado en el Arsenal de la Carraca, donde se le descubrió que hacía agua y que sus maderas se pudrían con facilidad, al igual que en otros navíos fabricados por el mismo sistema. A partir de agosto de 1755 se les hacen varias reformas que recuperan elementos característicos del anterior método de construcción, conocido como método de Gaztañeta. 
Entre 1759 y 1761, permaneció destinado en Cartagena para combatir a los corsarios argelinos, con la flota al mando del jefe de escuadra Gutierre de Hevia, marqués del Real Transporte.
El 4 de marzo de 1761, zarpó de Cartagena con el navío Soberano, con el que arriba a Cádiz el 24 de marzo, con 650 hombres del segundo batallón del regimiento de infantería Aragón a bordo, 327 de ellos en el Aquilón. En Cádiz se unieron a los navíos Tigre, Asia, Vencedor y Conquistador, que bajo el mando de Gutierre de Hevia partió el 14 de abril de 1761 para llegar a La Habana el 27 de junio tras dejar parte de las tropas en Puerto Rico y Santiago de Cuba. 
Durante la travesía a La Habana, sufrieron una epidemia de vómito prieto, que hasta el verano de 1761 causó un total de 1.800 bajas entre las tropas y dotación de los buques.
En La Habana, le sorprende el ataque del 6 de junio de 1762, cuando se presentó ante la bahía de La Habana una escuadra británica compuesta por 53 navíos de línea y 25 000 hombres entre soldados y marineros al mando del almirante George Pocock. Su comandante, el capitán de navío Vicente González-Valor y Bassecourt, marqués de González, falleció en la defensa del Morro y fue sustituido por el capitán de fragata Diego Argote. 
El 9 de junio fue colocado en la orilla de las ensenadas de Regla y Guanabacoa. El 24 de junio recibió 78 impactos desde las posiciones británicas, ya que habían colocado varios cañones al sur de la Cabaña, lo que obligó a retirarlos al fondo de la bahía el 24 de junio, Al día siguiente, el Aquilón recibió un duro castigo y se le apostó en la ensenada de Atarés. Con la rendición de La Habana, el navío fue capturado. 
Sirvió en la Marina británica, aumentado su armamento a 74 cañones, bajo el nombre de HMS Moro hasta su desguace en 1770, en homenaje al Castillo del Morro de la Habana.